# Petr Pan (film, 1924)
Petr Pan, anglicky Peter Pan, je americký němý film z roku 1924 společnosti Paramount Pictures, jde o první filmovou adaptaci námětu z původní divadelní hry Jamese Matthewa Barrie z roku 1904 o Petru Panovi, snímek režíroval Herbert Brenon.
Snímek se poměrně dost věrně drží děje původní divadelní předlohy a jde tak vlastně o nejpřesnější filmovou interpretaci původního divadelního díla, čímž se výrazně odlišuje od všech pozdějších filmových adaptací. V mezititulcích k jednotlivým obrazům filmu jsou na mnoha místech interpretovány přesné pasáže z textu původní divadelní hry. Film, na rozdíl od některých pozdějších filmových verzí tohoto příběhu, vynechává poslední scénu, která byla do původní divadelní hry autorem dopsána až po její premiéře, kdy se Petr Pan naposledy vrací k Wendy do Londýna jako k dospělé ženě, která má už dceru.
Jde také o jediný film o Patru Panovi, který vznikl ještě za života původního autora, kterým však nebyl nikdy oficiálně autorizován.

## Herecké obsazení
- Betty Bronsonová jako Peter Pan
- Ernest Torrence jako kapitán Hook
- Mary Brian jako Wendy Darlingová
- Virginie Browne jako víla Zvoněnka
- Anna May Wong, průkopnická čínsko-americká herečka, jako princezna Tiger Lily

## Zajímavosti
- Roli Petra Pana hrála žena
- Roli psa a krokodýla hrál, stejně tak jako v původní hře, jeden herec: George Ali

## Premiéra, restaurace a obnovená premiéra
První premiéra proběhla ve Spojených státech amerických dne 29. prosince 1924. Distributorem snímku byla společnost Paramount Pictures. V Německu, kde se premiéra se konala v prosinci 1925, byla distributorem společnost Ufa.
Protože v USA neexistuje žádný národní filmový archiv a Paramount neměl žádný zájem na dlouhodobé distribuci filmu - většina kopií Petra Pana byla v průběhu let zničena a snímek byl po dlouho dobu považován za ztracený resp. zničený.
Po mnoho desetiletí byly k dispozici pouze jeho neúplné, nekvalitní nebo vadné kopie. V roce 1990 James Card, filmový restaurátor a kurátor expozice domu George Eastman House v Rochesteru, New York, objevil zachovalou kopii tohoto díla, která mohla být následně restaurována Davidem Piercem v Disney Studios. Philip C. Carli složil k snímku novou filmovou hudbu, kterou nahrál Flower City Orchestra. Restaurovaná obnovená verze snímku byla nově premiérována dne 8. dubna 2001 v divadle El Capitan v Hollywoodu.
Film je dodnes považován za umělecky, kulturně i historicky velmi cenný, a to i z čistě filmového hlediska, zejména kvůli speciálním filmovým efektům, na svou dobu velmi výjimečných zejména co se týče postavy létající víly Zvoněnky. Z tohoto důvodu byl tento film v roce 2000 zařazen do knihovny Kongresu spojených států a byl tak zařazen do národního filmového registru.